# NGC 4895
NGC 4895 is een lensvormig sterrenstelsel in het sterrenbeeld Hoofdhaar. Het hemelobject werd op 5 mei 1864 ontdekt door de Duits-Deense astronoom Heinrich Louis d'Arrest.

## Synoniemen
- UGC 8113
- MCG 5-31-81
- ZWG 160.249
- DRCG 27-206
- PGC 44737